# Florence Morlighem
Florence Morlighem (nascida a 10 de abril de 1970) é uma política francesa que é membro do Parlamento pelo 11.º distrito eleitoral de Nord desde 2020.

## Carreira política
Ela foi substituta nas eleições de 2017.